# BMW R 32
Die BMW R 32 war das erste Motorradmodell in der Geschichte der Bayerischen Motoren Werke.

## Geschichte
Die R 32 wurde maßgeblich von Max Friz entwickelt, der schon im Mai 1923 mit einem Prototyp an der Fahrt „Durch Bayerns Berge“ des ACM (Automobil-Club München) teilnahm. Beim ersten Hindelang-Oberjoch-Rennen am 16. September 1923 trat BMW mit zwei R 32 an. Wie es heißt, konstruierte Friz das Motorrad innerhalb von vier Wochen und legte seinen Entwurf im Maßstab 1 : 1 vor. Am 28. September 1923 präsentierte BMW die R 32 auf der Deutschen Automobilausstellung in Berlin erstmals der Öffentlichkeit.

### Vorläufer „Helios-Motorrad“

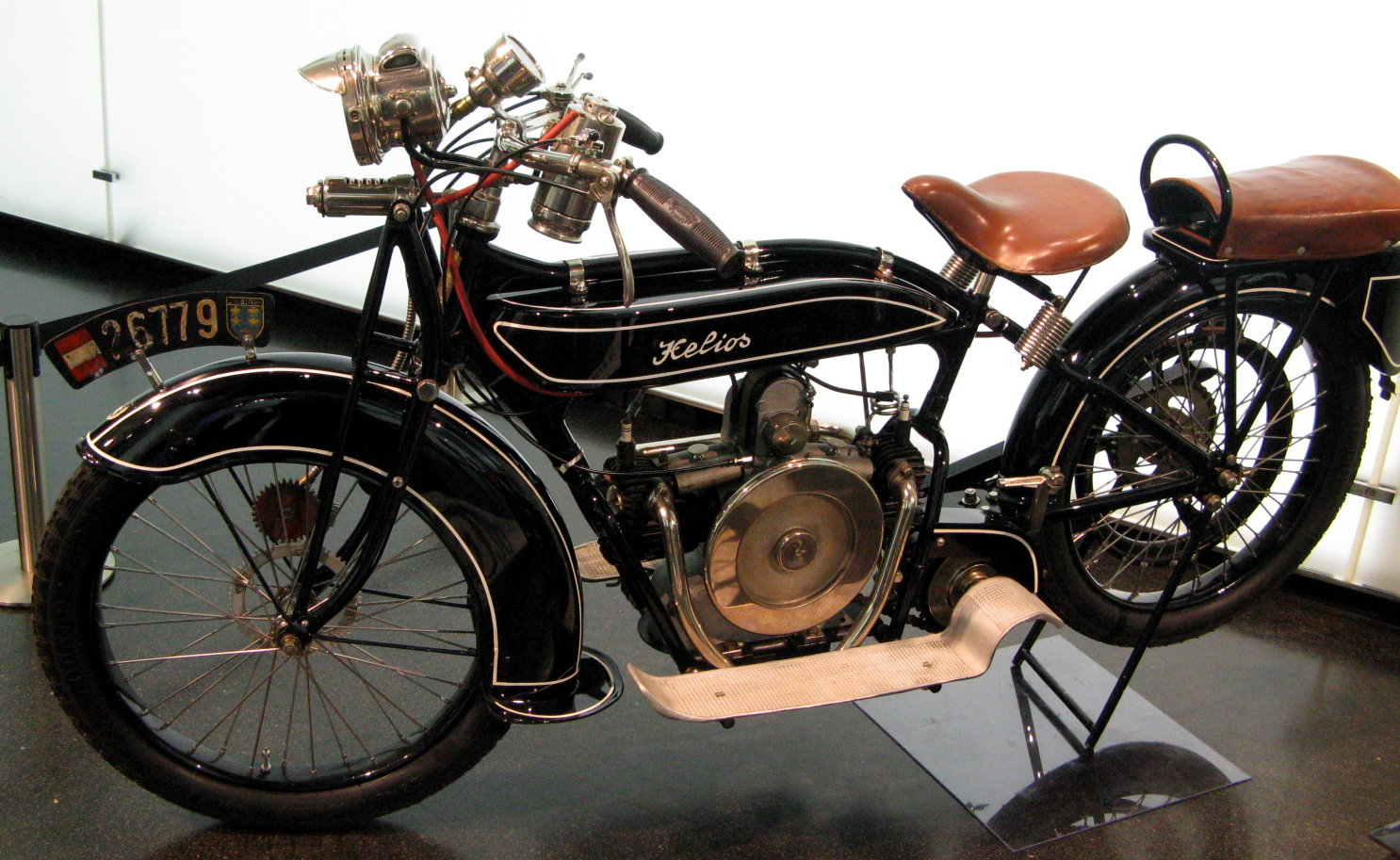
Helios 1920

Die Bayerischen Flugzeugwerke entwickelten, bauten und verkauften ab 1919 das Motorrad Helios – zuerst als Produkt der „Bayerischen Flugzeugwerke“, dann unter dem Namen „B.M.W.“ bis zum Produktionsende am 10. November 1923. Die 1015 hergestellten Helios entstanden aus Zuliefererteilen und dem ersten BMW-Boxermotor M 2 B 15 „Bayernmotor“, der hier quer eingebaut war.

### Konzept der Entwicklung
Kein Teil der R 32 war für sich genommen neu, aber die Zusammenstellung setzte Maßstäbe und brachte zahlreiche Vorteile, die das Konzept zu einem Meilenstein für BMW und die Motorradgeschichte machte. Der Boxermotor war – anders als beim Vorgänger Helios und bei den Herstellern Douglas und D-Rad – längs eingebaut, das heißt, die Kurbelwelle lag in Fahrtrichtung. Damit wurde eine sehr gute Kühlung der Zylinder und des kritischen Bereichs der Auslassventile erreicht. Der sehr flache und in dieser Einbaulage auch kurze Motor ergab eine tiefe Schwerpunktlage, die den Fahreigenschaften zugutekam. Durch das direkt angeflanschte Getriebe konnte das Schwungrad mit der Trockenkupplung kombiniert werden. Die Kraftübertragung zwischen Kurbelwelle und Getriebe war ohne Zahnräder oder Ketten direkt hergestellt. Die Antriebswelle zum Hinterrad war im Gegensatz zu den damaligen Ketten- oder Riemenantrieben fast völlig wartungs- und verschmutzungsfrei.

BMW legte mit diesem Motorrad das Baukastenprinzip zukünftiger Produktionsreihen an. Fahrwerk und Getriebe mit Grundmotor waren weitgehend baugleich; die Differenzierung für die Hubraumklassen mit 500 cm³, 600 cm³ und 750 cm³ und nach Sport- und Tourenmodellen wurde durch geänderte Zylinderbohrungen, Kurbelwellen und kopf- oder seitengesteuerte Zylinderköpfe und Zylinder umgesetzt.

### Sportliche Erfolge
Die R 32 wurde von Privat- und Werksfahrern bei Rennen eingesetzt.

Die Teilnahme an folgenden Rennen ist belegt:
- Hindelang-Oberjoch-Rennen 1923: zwei BMW am Start, zwei erste Preise und die beste Zeit des Tages. Einer der Fahrer war der Werksfahrer Rudolf Reich.[1]
- Rennen „Rund um die Lausitz“ 1924: Kopfnagel in der Klasse 4 (1. Platz), schnellste Zeit des Tages.
- Rennen „Rund um Landshut“ 1924: Franz Bieber in der Klasse 4 der Privatfahrer (1. Platz); Rudolf Reich in der Klasse 4 der Industriefahrer (1. Platz); Katzl in der Klasse 4 der Industriefahrer (2. Platz).

Mit der Vorstellung des Sportmodells R 37 bekam die R 32 die Rolle des zuverlässigen Tourenmotorrades zugewiesen.

### Vermarktung
Der Preis für das Motorrad betrug 1925 gemäß der Preisliste von BMW 2.200 Reichsmark – Lichtanlage, Hupe, Tacho und Soziussitz waren nicht enthalten. Die Produktion wurde 1926 nach 3090 Einheiten beendet; Nachfolger war die Ende 1925 vorgestellte R 42, die in vielen Details verbessert war und trotz gesteigerter Leistung 700 Reichsmark weniger kostete – Lichtanlage, Hupe und Tacho waren serienmäßig – und den Erfolg der R 32 fortsetzte.

## Technik

### Motor

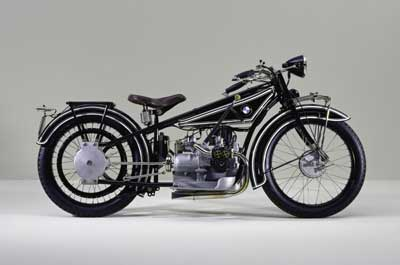
R32-Seitenansicht

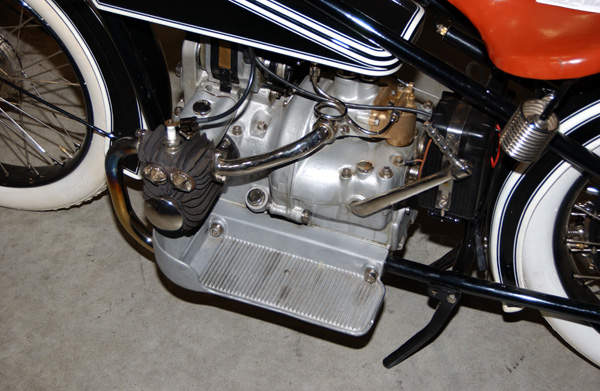
Motor der R 32

Der Motor mit der Bezeichnung M 2 B 33 ist als längs eingebauter Zweizylinder-Boxer-Viertaktmotor mit SV-Ventilsteuerung ausgelegt.

#### Entwicklungsgeschichte
Der Vorläufer M2 B15, von Werkmeister Martin Stolle nach dem Vorbild der Motoren des englischen Motorradherstellers Douglas Motors entwickelt, der erste Boxermotor von BMW, wurde ab Dezember 1920 als „Bayern-Kleinmotor“ mit 6,5 PS an Victoria verkauft und auch in der Eigenmarke Helios eingesetzt. Dort wurde er jeweils quer eingebaut (also mit den Zylinderachsen in Fahrtrichtung); in dieser Einbauposition ist auch der Verlauf der Kühlrippen technisch richtig. Die Einbaulage des Motors gab BMW selbst als „längs“ für die Helios und als „quer“ für die R 32 an. BMW bezog sich dabei auf die Zylinderachsen, nicht wie sonst üblich auf die Kurbelwellenachse.

#### Aufbau
Das Motorgehäuse ist horizontal teilbar.
Ein Zwischenzahnrad oberhalb der Kurbelwelle treibt die noch eine Ebene höher liegende Nockenwelle an, die wiederum die Zündanlage in der nächsten Ebene antreibt. Durch diese Zahnradkaskade baut der Motor für einen Boxermotor relativ hoch.
Die Nockenwelle öffnet über kurze Rollenstößel die Ventile.

#### Vergaser
Der Vergaser, eine Eigenkonstruktion von BMW, saugt die Luft durch das Schwungradgehäuse an. Die Gemischmenge („Gasschieber“) und Gemischzusammensetzung („Luftschieber“) wird über 2 Hebel an der rechten Lenkerhälfte eingestellt.

#### Zündung
Eine Hochspannungsmagnetzündung von Bosch oder eine Zündlichtmaschine sind mit einem Spannband auf einer Plattform oberhalb des Kurbelgehäuses befestigt. Die Zündung wird über einen Hebel an der linken Lenkerhälfte verstellt.

### Antrieb

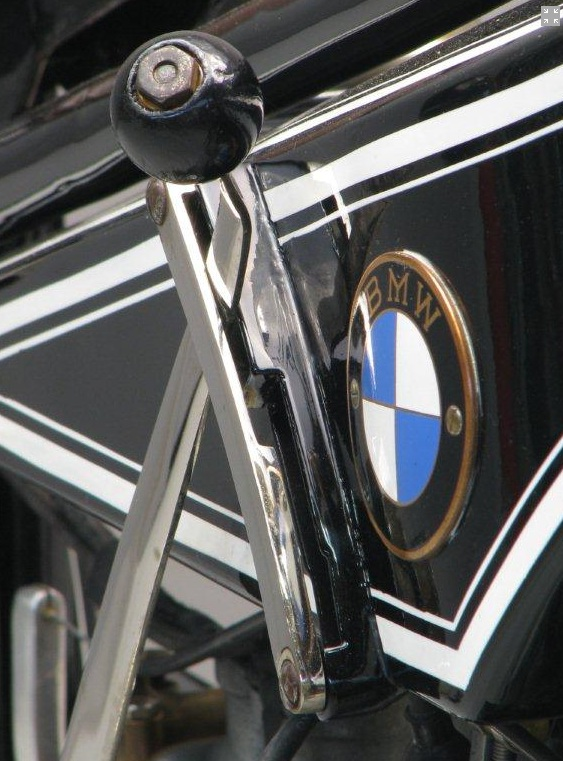
Handschalthebel der R 32

#### Getriebe
Die R 32 hat ein handgeschaltetes Getriebe mit Antriebswelle auf der rechten Seite des ungefederten Hinterrades. Das horizontal teilbare Getriebegehäuse ist an das Motorgehäuse angeflanscht. Die Eingangswelle des 3-Gang-Getriebes wird von der Einscheiben-Trockenkupplung im Schwungrad der Kurbelwelle angetrieben. Die Ausgangswelle treibt über eine Hardyscheibe in direkter Verlängerung die Antriebswelle an. Der Kickstarter wird noch parallel zur Fahrzeuglängsachse betätigt; dazu ist eine Kegelradumlenkung im Getriebegehäuse eingebaut. Diese aufwendige Umlenkung wurde erst fünf Jahre später bei der R 52 und R 57 aufgegeben.

#### Kraftübertragung zum Hinterrad
BMW bezeichnete die Kraftübertragung vom Getriebe zum Hinterrad als „Kardanantrieb“, die Antriebswelle als „Kardanwelle“ und das Getriebegehäuse am Hinterrad als „Kardangehäuse“ – technisch richtig war es lediglich ein Wellenantrieb des Hinterrades, da es keine Kardangelenke gab.

### Fahrwerk
Das Fahrwerk ist ein Rohrrahmen ohne Hinterradfederung (Starrrahmen), die Vordergabel ist eine gezogene Kurzschwinge mit Blattfederung.
Die Sattelhöhe beträgt 72 cm. Die erste Ausführung hatte keine Vorderradbremse; später wurde eine Trommelbremse eingebaut. Das Hinterrad hat eine fußbetätigte Keilklotzbremse, die auf eine eigene Bremsfelge wirkt.

## Trivia
Über Jahrzehnte hinweg galt der Pariser Automobilsalon im Oktober 1923 als Ort der ersten öffentlichen Vorstellung der BMW R 32. Grundlage dieser Annahme war ein Interview mit Rudolf Schleicher zum 20-jährigen Jubiläum des Motorradbaus bei BMW.
Noch 1977 veröffentlichte BMW ein Werbeplakat mit dem Premierenort „Paris“:

„Die R 32 ist das erste Motorrad mit Doppelstahlrohrrahmen und Steckachse. Sie wird die Sensation des Pariser Automobilsalons und zum Vorbild für den Motorradbau der ganzen Welt.“

Gezielte Recherchen im Vorfeld des 75-jährigen Jubiläums in der Bibliothek des Deutschen Museums ergaben, dass BMW als Aussteller am 28. September 1923 in Berlin war. Bei BMW France und in der Pariser Nationalbibliothek konnte kein Hinweis auf BMW als Aussteller beim Pariser Automobilsalon gefunden werden – allerdings auch nicht der gesuchte Ausstellerkatalog aus dem Jahr 1923. Erst im Archiv der Daimler Chrysler Classic fand sich das passende Verzeichnis, das keinen Hinweis auf BMW als Aussteller in Paris enthält.